# Khalid Bouzid
Khalid Bouzid de son nom complet Khalid Bouzid Stitou né le 20 avril 1998 à Barcelone (Espagne), est un joueur de futsal international marocain.

## Biographie

### Carrière en club
Khalid Bouzid naît et grandi à L'Hospitalet de Llobregat en banlieue de Barcelone au sein d'une famille originaire de Tanger, au Maroc. Khalid Bouzid intègre jeune le centre de formation du FC Barcelone. Khalid Bouzid remporte à deux reprises le championnat espagnol des moins de 19 ans avec le FC Barcelone, notamment en 2015 et 2017. Il fait ses débuts professionnels avec l'équipe première du FC Barcelone en 2017 et dispute sa première saison en 1a RFEF (première division d'Espagne).
En 2019, il s'engage pour quatre saisons au FS García à Santa Coloma de Gramenet en 1a RFEF.

#### CAN 2020: Le Maroc sacré pour la deuxième fois
Après avoir pris part à la préparation pour la CAN 2020, il est sélectionné dans la liste des 24 de Hicham Dguig pour disputer la phase finale du tournoi qui voit le Maroc triompher pour la deuxième fois consécutive.

#### Coupe arabe 2021 et premier titre du Maroc
Après avoir remporté la CAN une nouvelle fois, le Maroc et Khalid Bouzid disputent la Coupe arabe de futsal en Égypte durant le mois de mai 2021. Compétition que les Marocains remportent pour la première fois après s'être imposé en finale face au pays organisateur (4-0).

#### Parcours historique du Maroc au Mondial 2021
Le 4 septembre 2021, la fédération marocaine annonce la liste des joueurs qui iront disputer la Coupe du monde en Lituanie. Khalid Bouzid est retenu par Dguig pour défendre les couleurs marocaines.
Avant d'entamer la Coupe du monde, qui devait initialement se dérouler en 2020 (report en raison de la pandémie de Covid-19), Bouzid participe à deux rencontres amicales, les 6 et 7 septembre 2021 respectivement face au Vietnam et au Japon, deux sélections asiatiques dont la culture futsal se rapproche de celle de la Thaïlande qui figure dans le groupe du Maroc au Mondial 2021. Les Marocains gagnent le premier match (2-1), mais perdent le second contre leurs homologues japonais (3-0).
Khalid Bouzid dispute l'ensemble des matchs à la Coupe du monde. Un parcours du Maroc qui reste inédit puisque ce dernier franchit dans un premier temps le premier tour pour la première fois de son histoire. Après avoir éliminé le Venezuela, le Maroc se fait sortir en quart de finale par le Brésil (1-0). Bouzid déclare à propos de cette expérience : « La Coupe du monde en Lituanie est une étape très importante pour nous sur le plan mental, surtout en restant invaincus dans un groupe très, très difficile qui comprenait le Portugal (plus tard, ils ont été champions du tournoi). Après la phase de groupes, pouvoir éliminer le Venezuela et se qualifier en quart de finale contre le Brésil et le combattre comme nous l'avons fait, ce fut un grand succès. Cela nous a permis, en particulier à la fédération, de continuer à croire, à faire confiance et à parier sur le futsal et le groupe de joueurs ».

#### Coupe arabe 2022 et deuxième titre pour les Marocains
Khalid Bouzid est de nouveau sélectionné par Dguig pour participer à la Coupe arabe de futsal 2022 qui a lieu en Arabie Saoudite au mois de juin 2022. Les Marocains parviennent à conserver leur titre en s'imposant en finale face aux Irakiens (3-0).

#### Vainqueur de la Coupe des confédérations 2022
Après la Coupe arabe, Bouzid prend part avec la sélection à la Coupe des confédérations de futsal en Thaïlande durant le mois de septembre 2022.
Le Maroc remporte le tournoi pour la première fois, en s'imposant en finale face à l'Iran.

#### Préparations à la CAN 2024
Il est sélectionné pour participer au mois de mars 2023 à deux doubles confrontations amicales, contre l'Irak et l'Estonie,.
Il prend part au stage suivant au tournoi international du Maroc qui voit la participation de la Croatie, du Japon et de la France. Tournoi que les Marocains remportent chez eux, après s'être imposé face aux Japonais (3-2) et fait deux matchs nuls, contre la Croatie (3-3) et la France (4-4). Bouzid participe à l'ensemble des rencontres,,.
Dans le cadre des préparations à la Coupe arabe 2023, Khalid Bouzid est convoqué pour une double confrontation amicale face à la Slovaquie les 27 et 29 mai au Complexe Mohammed VI.
Après avoir joué le premier match de la Coupe arabe contre les Comores (victoire marocaine, 5-0), il s'illustre la journée suivante face aux Libanais avec une réalisation (victoire marocaine, 6-0) puis le match qui suit contre le Koweït (victoire marocaine, 4-2). Il s'offre un but en quart de finale face à l'Arabie saoudite (victoire marocaine, 5-2). Il récidive avec un but en finale contre le Koweït dans un match maîtrisé par le Maroc (7-1) qui s'offre son troisième titre de Coupe arabe.
Le 14 septembre 2023 le Maroc, 8ème au classement mondial, s'impose en amical face au vice-champion du monde, l'Argentine sur le score de 7 buts à 0. Khalid Bouzid contribue à ce succès avec une passe décisive pour Idriss Raiss El-Fenni.

## Statistiques

### Statistiques en sélection marocaine
Le tableau suivant liste les rencontres de l'équipe du Maroc auxquelles Khalid Bouzid a pris part :

## Palmarès
| FC Barcelone (3) | Maroc (8) |
| --- | --- |
| - D2 espagnole (1) - Champion: 2017 - 1a RFEF Futsal (1) - Champion: 2019 - Coupe de Catalogne (1) - Champion: 2019 | - Coupe d'Afrique des nations (2) - Champion : 2020 et 2024 - Coupe arabe des nations (3) - Champion : 2021, 2022 et 2023 - Coupe des confédérations (1) - Champion : 2022 - Tournoi international de Rabat (1) - Vainqueur : 2023, - Tournoi international de Croatie (1) - Vainqueur : 2023 |